# Terzan 4
Terzan 4 (Ter 4) – gromada kulista znajdująca się w odległości około 23,5 tys. lat świetlnych od Ziemi w kierunku konstelacji Skorpiona. Została odkryta w 1968 roku przez Agopa Terzana.
Terzan 4 znajduje się 3300 lat świetlnych od jądra Drogi Mlecznej.